# Carl Galle
Carl Galle oder Karl Galle (* 5. Oktober 1872 in Königsberg; † 18. April 1963 in Berlin-Pankow) war ein deutscher Leichtathlet.

## Leben
Der 1,54 m große Galle nahm bei den Olympischen Spielen 1896 in Athen im 1500-Meter-Lauf teil. Er war auch für den Marathonlauf und für das Fußballturnier gemeldet, wobei 1896 letztlich kein Fußballturnier zustande kam. Im 1500-Meter-Lauf wurde Galle hinter Edwin Flack, Arthur Blake und Albin Lermusiaux Vierter von acht Wettbewerbern. Er erhielt dennoch eine Bronzemedaille, weil er "auf gleicher Höhe mit dem Dritten durchs Ziel gelaufen" war. Auf ärztlichen Rat verzichtete er auf die Teilnahme am Marathonlauf.
Galle war von 1894 bis 1899 beim Berliner Fußball-Club Germania 1888 aktiv und betrieb neben Fußball und Leichtathletik auch Cricket und Tennis. Der gelernte Telegraphentechniker hatte mit seiner Frau Ida sechs Kinder. Anlässlich der Olympischen Spiele 1960 reiste er als Ehrengast des NOK der DDR nach Rom. Er war damals der letzte lebende deutsche Teilnehmer an den Olympischen Spielen 1896.